# Riomarinait
Riomarinait (IMA-Symbol Rmr) ist ein sehr selten vorkommendes Mineral aus der Mineralklasse der „Sulfate (einschließlich Selenate, Tellurate, Chromate, Molybdate und Wolframate)“ mit der chemischen Zusammensetzung Bi[OH|SO4]·H2O und damit chemisch gesehen ein wasserhaltiges Bismut-Sulfat mit zusätzlichen Hydroxidionen.
Riomarinait kristallisiert im monoklinen Kristallsystem und entwickelt nadelige Kristalle von bis zu 60 μm, die nach der c-Achse gestreckt sind. Ebenso kann er in Form von bis zu mehrere Millimeter dicken, traubenförmigen Krusten auftreten, selten auch als kugelige Mineral-Aggregate aus Büscheln und Sphärolithen.
Das Mineral ist durchsichtig und von cremeweißer (beige) bis hellgrauer Farbe mit einem glasähnlichen Glanz auf den Oberflächen. Auch seine Strichfarbe ist weiß bis hellgrau.

## Etymologie und Geschichte
Erstmals entdeckt wurde Riomarinait in der sogenannten „Falcacci-Stufe“ (englisch Falcacci stope, auch Cantiere Falcacci) der Rio-Marina-Mine auf der zur Region Toskana gehörenden italienischen Insel Elba. Die Analyse und Erstbeschreibung erfolgte durch Peter Rögner, der das Mineral nach dessen Typlokalität benannte.
Rögner sandte seine Untersuchungsergebnisse und den gewählten Namen im Jahr 2000 zur Prüfung an die International Mineralogical Association (interne Eingangsnummer der IMA: 2000-004), die den Riomarinait als eigenständige Mineralart anerkannte. Publiziert wurde die Erstbeschreibung 2005 im Fachmagazin Der Aufschluss.
Das Typmaterial des Minerals wird im Museum Mineralogia München (ehemals Museum Reich der Kristalle) unter der Katalog-Nummer 27074 aufbewahrt und gehört zur „Mineralogischen Staatsammlung München“ (MSM), die ursprünglich dem Staatlichen Forschungsinstitut für angewandte Mineralogie (SFAM) der Universität Regensburg gehörte.

## Klassifikation
Da der Riomarinait erst im Jahr 2000 als eigenständiges Mineral anerkannt wurde, ist er in der seit 1977 veralteten 8. Auflage der Mineralsystematik nach Strunz noch nicht verzeichnet.
Im zuletzt 2018 überarbeiteten und aktualisierten Lapis-Mineralienverzeichnis nach Stefan Weiß, das sich im Aufbau noch nach dieser alten Form der Systematik von Karl Hugo Strunz richtet, erhielt das Mineral die System- und Mineralnummer VI/B.15-020. In der „Lapis-Systematik“ entspricht dies der Klasse der „Sulfate, Chromate, Molybdate und Wolframate“ und dort der Abteilung „Wasserfreie Sulfate, mit fremden Anionen“, wo Riomarinait zusammen mit Cannonit und Leguernit eine unbenannte Gruppe mit der Systemnummer VI/B.15 bildet.
Die von der IMA zuletzt 2009 aktualisierte 9. Auflage der Strunz’schen Mineralsystematik ordnet den Riomarinait in die erweiterte Klasse der „Sulfate (Selenate, Tellurate, Chromate, Molybdate und Wolframate)“ und dort in die Abteilung der „Sulfate (Selenate usw.) mit zusätzlichen Anionen, mit H2O“ ein. Diese ist zudem weiter unterteilt nach der relativen Größe der beteiligten Kationen, so dass das Mineral entsprechend seiner Zusammensetzung in der Unterabteilung „Mit großen und mittelgroßen Kationen“ zu finden ist, wo es als einziges Mitglied eine unbenannte Gruppe mit der Systemnummer 7.DF.75 bildet.
In der vorwiegend im englischen Sprachraum gebräuchlichen Systematik der Minerale nach Dana hat Riomarinait die System- und Mineralnummer 31.09.15.01. Dies entspricht der Klasse der „Sulfate, Chromate und Molybdate“ und dort der Abteilung „Wasserhaltige Sulfate mit Hydroxyl oder Halogen“, wo das Mineral als einziges Mitglied in einer unbenannten Gruppe/„“ mit der Systemnummer 31.09.15 innerhalb der Unterabteilung „Wasserhaltige Sulfate mit Hydroxyl oder Halogen mit (A+B2+)(XO4)Zq·x(H2O)“ zu finden ist.

## Chemismus
In der idealen Zusammensetzung von Riomarinait (Bi(SO4)(OH)·H2O) besteht das Mineral im Verhältnis aus je einem Teil Bismut (Bi) und Schwefel (S) sowie 6 Teilen Sauerstoff (O) und 3 Teilen Wasserstoff (H) pro Formeleinheit. Dies entspricht einem Massenanteil (Gewichtsprozent) von 61,45 Gew.-% Bi, 9,43 Gew.-% S, 28,23 Gew.-% O und 0,89 Gew.-% H oder in der Oxidform 68,78 Gew.-% Bismut(III)-oxid (Bi2O3), 24,33 Gew.-% Schwefeltrioxid (SO3) und 6,88 Gew.-% H2O.
An seiner Typlokalität Falcacci auf Elba trat das Mineral in fast idealer Zusammensetzung mit der nur gering abweichenden Zusammensetzung von 68,86 Gew.-% Bi2O3, 24,28 Gew.-% SO3 und 6,86 Gew.-% H2O auf.

## Kristallstruktur
Riomarinait kristallisiert in der monoklinen Raumgruppe P21/n (Raumgruppen-Nr. 14, Stellung 2) mit den Gitterparametern a = 6,021 Å; b = 13,363 Å; c = 6,495 Å und β = 112,94° sowie zwei Formeleinheiten pro Elementarzelle.

## Bildung und Fundorte
Riomarinait bildet sich als Verwitterungsprodukt aus der Zersetzung von Bismuthinit und Cosalit. Als Begleitminerale treten neben diesen unter anderen noch Anglesit, Bismoclit, Bismutit, Cannonit, Hydroniumjarosit und Plumbojarosit.
Als sehr selten vorkommende Mineralbildung ist Riomarinait bisher nur aus wenigen Proben bekannt. Seine Typlokalität in der Rio-Marina-Mine auf Elba ist zudem das bisher einzige bekannte Vorkommen in Italien.
Der ebenfalls bisher einzige bekannte Fundort in Deutschland ist ein Tagebau bei Steinerleinbach etwa 4 km westnordwestlich von Waldkirchen und 19 km nordnordöstlich von Passau im niederbayerischen Landkreis Freyung-Grafenau.
Des Weiteren kennt man Riomarinait nur noch aus dem „Old 25 Pipe“ (auch Pipe No. 14) bei Kingsgate im australischen Bundesstaat New South Wales und einem unbenannten Aufschluss bei Cínovec (deutsch Zinnwald) im Bezirk Teplice (Ústecký kraj) in Tschechien (Stand 2024).